# Daoyin yangshenggong
Il daoyin yangshenggong (cinese semplificato: 导引养生功; pinyin: dǎoyǐn yǎng shēng gōng), è una ginnastica cinese per la salute, la prevenzione e l’ausilio alla cura delle malattie codificata dal professor Zhang Guangde all'interno dell'Università dello sport e di medicina tradizionale cinese..
Metodo riconosciuto in Cina dal Ministero dello Sport, dal Ministero della Salute, dall’Associazione Cinese Wushu e dalla Chinese Health Qigong Association, è insegnato all’interno delle università dello sport e di medicina tradizionale cinese.

## Storia
Alla fine degli anni ’70 del secolo scorso Zhang Guangde 张广德, professore e ricercatore presso l’Istituto per l’Educazione Fisica di Pechino, creò il sistema Daoyin yangshenggong sulla base degli esercizi tradizionali di Daoyin e di Wushu rielaborati attraverso uno studio comparato tra medicina tradizionale cinese e medicina convenzionale.
Grazie alla sperimentazione clinica in collaborazione con ospedali di Pechino e altre città cinesi sull’efficacia del metodo nella prevenzione e nell’aiuto alla cura di diverse patologie quali disturbi ormonali, nervosi, cardiovascolari e dell’apparato locomotore  , il Daoyin yangsheng gong fu inserito tra le discipline del National Fitness Plan for All People (国家全民健身计划 1995-2010) redatto dal Consiglio di Stato della Repubblica Popolare di Cina.

## Caratteristiche
Il Daoyin Yangshenggong si basa su concetti cardine della medicina cinese quali yin e yang阴 阳, Cinque Agenti五行, zangfu脏腑  (organi e visceri), jingluo经络, qi e sangue. 
Integra esercizio statico e dinamico, automassaggio, respirazione, concentrazione, allungamento e potenziamento secondo i seguenti cinque punti:
1.	gli esercizi sono creati sulla base dei meridiani energetici al fine di stimolarne la corretta funzione

2.	si basano sul meccanismo biologico di energia e sangue ponendo enfasi sullo stimolo della corretta circolazione energetica grazie all’azione cosciente in tre ambiti:

a.	fisico (guidare l’energia con la forma)

b.	respiratorio (guidare l’energia col respiro)

c.	mentale (guidare l’energia con il pensiero)

3.	la formulazione degli esercizi ha come guida i principi yinyang e Cinque Agenti, ricercando la cura attraverso un’analisi integrale della fisiologia umana

4.	il sistema unisce ginnastica e nutrimento vitale, dando particolare importanza al “nutrimento dell’essenza originaria”

5.	si basa tanto sui principi della medicina cinese quanto su quelli della medicina convenzionale

## Struttura
Il Daoyin yangshengong si compone di diversi esercizi statici e dinamici in piedi e seduti, uniti a tecniche di automassaggio, suddivisi in:

(1)	Tecniche fondamentali (o “antica arte Daoyin” gudaoyinshu 古导引术）

1.	Esercizio per calmare lo spirito, allenare la concentrazione e regolare la mente (ningshen lianyi tiaoxingong 宁神炼意调心功)

2.	Esercizio per guidare l’energia, favorire l’armonia e regolare il respiro (daoqi linghe tiaoxigong 导气令和调息功)

3.	Tredici posizioni per allungare il corpo e renderlo flessibile (yinti lingrou shisanshi 引体令柔十三势)

4.	Esercizio per nutrire il sangue, tonificare l’energia e promuovere la longevità (yangxue buqi yishougong 养血补气益寿功)

5.	Otto pezze di broccato (baduajin 八段锦)

6.	Formula per trasformare i tendini (yijinjing 易筋经)

7.	Gioco dei cinque animali (wuqinxi 五禽戏)

8.	Nove pezze di broccato per la salute (yishen jiuduanjin 颐身九段锦)

(2)	Tecniche di prevenzione ed ausilio alla cura delle malattie negli organi ed apparati principali del corpo secondo la medicina tradizionale cinese

(esercizi dinamici in piedi)

1.	per il cuore e la circolazione sanguigna (shuxin pingxuegong 舒心平血功)

2.	per polmoni e respirazione (yiqi yangfeigong 益气养肺功)

3.	per milza/pancreas e stomaco (hewei jianpigong 和胃健脾功)

4.	per fegato e cistifellea (shugan lidangong 疏肝利胆功)

5.	per reni ed energia originaria (yuzhen buyuangong 育真补元功)

6.	49 esercizi dinamici per i meridiani (sishijiushi jingluo donggong 四十九势经络动功)

7.	per la salute generale (daoyin baojiangong 导引保健功)

8.	per muscoli e ossa (shujin zhuanggugong 疏筋壮骨功)

9.	per gli anziani (jiujiu huantonggong 九九还童功)

10.	per combattere il diabete (sanxiao jiuzhi gong  三消九治功)

(esercizi dinamici in posizione seduta)

1.	per rafforzare il cuore (zuoshi qiangxingong 坐式强心功)

2.	per migliorare i polmoni (zuoshi yangfeigong 坐式养肺功)

3.	per integrare milza e pancreas (zuoshi bupigong 坐式补脾功)

4.	contro i reumatismi (zuoshi chubigong 坐式除痹功)

5.	per rafforzare i reni (zuoshi gushengong 坐式固肾功)

6.	per proteggere il fegato (zuoshi baogangong 坐式保肝功)

7.	per la lucidità la calma mentale (xingnao ningshengong 醒脑宁神功)

8.	per tranquillizzare lo spirito (zuoshi anshegong 坐式安神功)

9.	per rimuovere le stasi (zuoshi xingzhigong 坐式行滞)

10.	per migliorare la visione (mingmu huanshigong 明目环视功)

11.	per migliorare l’udito (zuoshi congergong 坐式聪耳功)

12.	per costruire la salute (zuoshi jianshengong 坐式健身功)

(3)	esercizi con attrezzi per il nutrimento vitale

1.	percussore per il nutrimento vitale e la longevità (yangsheng yishoupai 养生益寿拍)

2.	palla ginnica per il nutrimento vitale (yangsheng daoyinqiu 养生导引球)

3.	mazzuolo Taiji per il nutrimento vitale (yangsheng taijibang 养生太极棒)

4.	spada Taiji per il nutrimento vitale fiocco corto (yangsheng taijijian duanbao 养生太极剑短袍)

5.	spada Taiji per il nutrimento vitale fiocco lungo (yangsheng taijijian changbao 养生太极剑长袍)

6.	sciabola Taiji per il nutrimento vitale (yangsheng taijidao 养生太极刀)

7.	ventaglio Taiji per il nutrimento vitale (yangsheng taiji shan 养生太极单扇)

8.	doppio ventaglio Taiji per il nutrimento vitale (yangsheng taij shuangshan 养生太极双扇)

(4)	di esercizi di ginnastica Taiji:

1.	broccato del Taiji per il nutrimento vitale 1 e 2 （yangsheng taijijin 养生太极锦）

(5)	palmo del Taiji per il nutrimento vitale (1, 2 e 3)

(esercizi di Taiji a mani nude)

1.	prima forma per rafforzare il cuore e migliorare il polmone (qiangxin yifei taijizhang 强心益肺 太极掌)

2.	seconda forma per nutrire le ossa, i reni e tonificare la milza (zigu bupi taijizhang  滋肾补脾 太极掌)

3.	terza forma per beneficiare il fegato e la cistifellea (shuganlidan taijizhang  舒肝利胆 太极掌)

## Sperimentazione clinica
A partire dal 1980 furono condotte osservazioni cliniche sugli effetti dell’esercizio Daoyin per muscoli e ossa (shujin zhuanggugong 疏筋壮骨功) applicato a 208 pazienti affetti da algie al collo, alle spalle, alla schiena e alle gambe di diversa entità. 
 La ricerca evidenziò risultati positivi nella percentuale del 91,2% dei casi. 
 In particolare la dottoressa Guo Xiuying 郭秀英dell’Ospedale Operaio della raffineria petrolifera della Ditta “Industria Chimica Jilin” (吉林化学工业公司炼油厂职工医院) testò clinicamente l’esercizio riscontrando evidenti benefici su pazienti affetti da cervicalgie, iperostosi anchilosanti cervicali, spondiliti cervicali, periartriti omero-scapolari, epicondilalgie omerali, osteopatie lombo-sacrali, protrusioni discali, distorsioni e dolori a gomito, ginocchio, polso e caviglia.